# Linia kolejowa Firenze – Roma
Linia kolejowa Florencja-Rzym – linia kolejowa stanowiąca część głównej tradycyjnej włoskiej linii północ-południe. Obsługiwana jest przez Ferrovie dello Stato (Koleje Państwowe). Obecnie nazywana jest Linea Lenta (czyli wolna linia, w skrócie LL) dla odróżnienia od linii dużej prędkości. Linia jest używane głównie do przewozów regionalnych pociągów InterCity oraz przewozów towarowych. 
W 1977 otwarto pierwszą część linii dużej prędkości Florencja - Rzym, która biegnie równolegle do starej linii, a jej budowa została zakończona w dniu 26 maja 1992.